# Dmitri Sigatschow
Dmitri Sigatschow (russisch Дмитрий Сигачёв; * 5. Juni 1960 in Sapporo) ist ein russisches ehemaliges KGB- und Sektenmitglied sowie Terrorist, der für den Versuch, Terroranschläge in Japan zu begehen, zu einer Freiheitsstrafe verurteilt wurde.

## Vorgeschichte
1992 machte Shoko Asahara mit einem Gefolge von mehreren Hundert japanischen Mitgliedern eine sogenannte „Heilsreise“ durch Russland; in den
18 Monaten nach der Reise stieg die Zahl russischer Mitglieder von Ōmu Shinrikyō stark an, bis sie 1995 zwischen 30.000 und 40.000 russische Anhänger umfasste.

## Verhaftung
Im Juli 2000 verhaftete die russische Polizei Dmitri Sigatschow und vier weitere russische Aum-Mitglieder in der fernöstlichen Region Primorje wegen der Hortung von Waffen zur Vorbereitung von Angriffen in japanischen Städten als Versuch, Shoko Asahara zu befreien. Asahara stand in Japan in den frühen 2000ern im Zusammenhang mit dem Nervengasangriff auf die U-Bahn von Tokio im März 1995 wegen Mordes und versuchten Mordes vor Gericht. Die Durchsuchungen der Wohnungen von Sigatschow und seinen Mittätern brachten ein Arsenal von Schusswaffen (darunter vier Pistolen und ein Sturmgewehr), Fotos von bevölkerungsreichen Gebieten Tokios und anderer japanischer Städte sowie genug Sprengstoff, um zwölf „mächtige Explosionen“ zu verursachen, zu Tage. Als Reaktion gab die, mittlerweile als Aleph bezeichnete, Ōmu Shinrikyō die Erklärung ab, Sigatschow werde nicht als eines ihrer Mitglieder betrachtet.

## Verurteilung
Die Beschuldigten kamen vor Gericht, und Sigatschow gestand während der Anhörungen in der Region Primorsky, einen Terroranschlag geplant zu haben. In Tokio hätten sie, kurz vor dem G8-Gipfel in Okinawa 2000, Bombenanschläge in der Nähe des Kaiserpalastes und des Zentralgefängnisses von Tokio (東京拘置所), in dem Asahara zu diesem Zeitpunkt inhaftiert war, verüben wollen. Danach wollten sie von der japanischen Regierung verlangen, Asahara an sie auszuliefern, damit sie ihn in eine Küstenregion Russlands bringen könnten. Zu diesem Zweck hatten sie einen Drohbrief an den damaligen Premierminister Yoshiro Mori vorbereitet. Sigatschow und seine Mittäter planten, Asahara nach seiner Freipressung mit einem Schiff in eine kleine Stadt in der Region Wladiwostok zu bringen, wo die Gruppe zu diesem Zweck eine Wohnung gekauft hatte. Die Anschlagsziele in Tokio umfassten ein Gasflaschenlager, ein Wohnhaus, zwei Geschäfte, ein Hotel, eine große Autobahnkreuzung, eine Überführung und das Gebiet um eine U-Bahn-Station. In einer anderen japanischen Stadt, Aomori, war ihr Ziel ein 15-stöckiges Tourismus- und Handelszentrum. Sigatschow wurde zu 8 Jahren Haft verurteilt, während zwei seiner drei Komplizen zu 6,5 bzw. 4 Jahren verurteilt wurden. Im vierten Jahr seiner Haft gab er in einem Interview an, Asaharas Hinrichtung nun akzeptiert zu haben, da Nostradamus und der Evangelist Johannes weisgesagt hätten, dass dem Meister noch sechs weitere Buddhas folgen werden.